# Bathysciadium
Bathysciadium is een geslacht van weekdieren uit de klasse van de Gastropoda (slakken).

## Soorten
- Bathysciadium concentricum Dall, 1927
- Bathysciadium costulatum (Locard, 1898)
- Bathysciadium rotundum (Dall, 1927)
- Bathysciadium xylophagum Warén & Carrozza in Warén, 1997